# Resurse interoperabile rapide pentru sănătate (FHIR)
Resurse interoperabile rapide pentru sănătate (Fast Healthcare Interoperability Resources, acronim FHIR) este un standard care descrie formate și elemente de date (cunoscute sub denumirea de „resurse”) și o interfață de programare a aplicațiilor (API) pentru schimbul de înregistrări medicale electronice (EHR). Standardul a fost creat de organizația de standarde de îngrijire a sănătății Health Level Seven International (HL7).
FHIR se bazează pe standardele anterioare de format de date de la HL7, cum ar fi HL7 versiunea 2.x și HL7 versiunea 3.x. Dar este mai ușor de implementat deoarece utilizează o suită modernă de tehnologie API bazată pe web, inclusiv un protocol RESTful bazat pe HTTP și o alegere de JSON, XML sau RDF pentru reprezentarea datelor. Unul dintre obiectivele sale este de a facilita interoperabilitatea între sistemele mai vechi de îngrijire a sănătății, de a facilita furnizarea de informații privind îngrijirea sănătății furnizorilor de servicii medicale și persoanelor fizice pe o mare varietate de dispozitive, de la computere la tablete la telefoane mobile și pentru a permite celor ce dezvoltă aplicații terțe să furnizeze aplicații medicale care pot fi integrate cu ușurință în sistemele existente.
FHIR oferă o alternativă la abordările centrate pe documente prin expunerea directă a elementelor de date discrete ca servicii. De exemplu, elementele de bază ale asistenței medicale, cum ar fi pacienții, internările, rapoartele de diagnostic și medicamentele, pot fi fiecare preluate și manipulate prin intermediul propriilor adrese URL de resurse.

## Standardizare
Schița inițială a FHIR, cunoscută atunci sub numele de Resurse pentru sănătate (Resources For Healthcare - RFH), a fost publicată pe blogul lui Grahame Grieve în august 2011. Standardul a fost adoptat de Health Level Seven International (HL7) ca element de lucru în septembrie 2011.
În februarie 2014, HL7 a publicat FHIR Varianta 1 ca „Draft Standard for Trial Use” (DSTU). FHIR Varianta 2 a fost publicat în octombrie 2015, iar FHIR Varianta 3 în Martie 2017, ca prima lansare de „Standarde pentru utilizare de probă” (STU). Acesta a inclus acoperirea unei varietăți de fluxuri de lucru clinice, un format de cadru de descriere a resurselor și o varietate de alte actualizări. FHIR Varianta 4, prima „versiune normativă” a fost publicată pe 30 octombrie 2019.

## Arhitectură

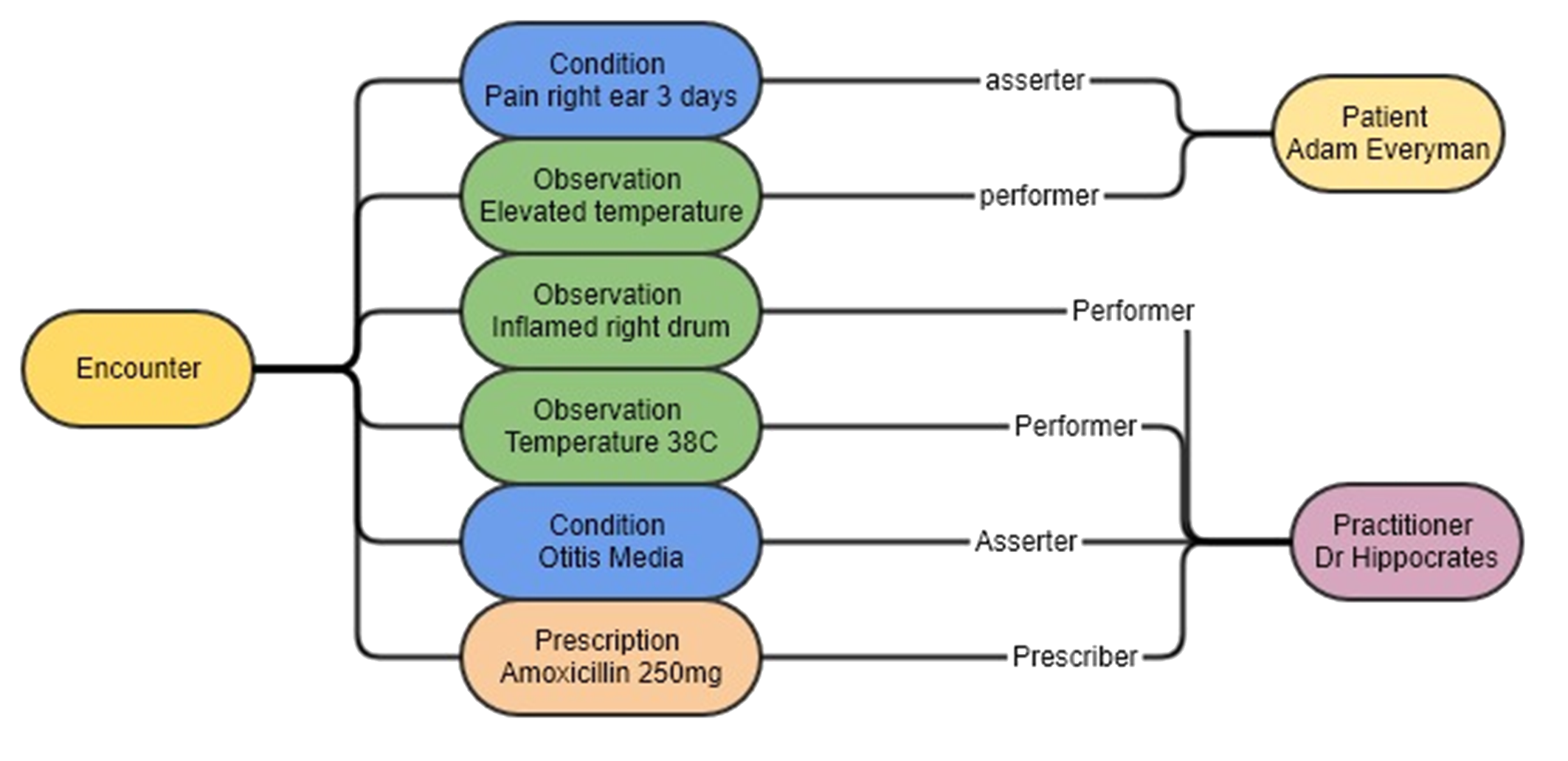
Set de resurse FHIR interconectate. Fiecare resursă e alcătuită din elemente care descriu un concept legat de sistemul de sănătate.

FHIR este organizat pe resurse (de exemplu, pacient, observație). Specificarea acestor resurse poate fi rafinată prin definirea de profiluri FHIR (de exemplu, legarea la o terminologie specifică). O colecție de profiluri poate fi publicată ca ghid de implementare (IG), un exemplu în acest sens fiind The US Core Data for Interoperability (USCDI).
Deoarece FHIR este implementat peste protocolul HTTPS (HTTP Secure), resursele FHIR pot fi preluate și analizate de platformele de analiză pentru colectarea datelor în timp real. În acest concept, organizațiile din domeniul sănătății ar putea să adune date în timp real din anumite modele de resurse. Resursele FHIR pot fi transmise către depozite de date unde pot fi corelate cu alte date informatice. Cazurile potențiale de utilizare includ urmărirea epidemiilor, frauda cu medicamente eliberate pe bază de rețetă, avertismentele de interacțiune adversă cu medicamentele și reducerea timpilor de așteptare în camera de urgență.

## Implementări

### Global (fără țări specifice)
O serie de actori de rang înalt din domeniul informaticii de îngrijire a sănătății își manifestă interesul și experimentează cu FHIR, inclusiv CommonWell Health Alliance și SMART (Substitutable Medical Applications, Reusable Technologies).
Implementările open source ale structurilor de date, serverelor, clienților și instrumentelor FHIR includ implementări de referință din HL7 într-o varietate de limbi, SMART pe FHIR și HAPI-FHIR în Java.
O varietate de aplicații au fost demonstrate la masa rotundă pentru aplicații FHIR în iulie 2016. Profilul Sync for Science (S4S) se bazează pe FHIR pentru a ajuta studiile de cercetare medicală să solicite (și dacă sunt aprobate de pacient, să primească) date de evidență medicală electronică la nivel de pacient.
În ianuarie 2018, Apple a anunțat că aplicația sa pentru sănătate pentru iPhone va permite vizualizarea dosarelor medicale conforme FHIR ale unui utilizator atunci când furnizorii aleg să le facă disponibile. Johns Hopkins Medicine, Cedars-Sinai, Penn Medicine, NYU-Langone Medical Center, Dignity Health și alte sisteme mari spitalicești au participat la lansare.

### Statele Unite
În 2014, Politica IT în domeniul sănătății din SUA și comitetele pentru standardele IT pentru sănătate au aprobat recomandări pentru mai multe API-uri publice (deschise). Raportul grupului de lucru JASON din SUA privind „O infrastructură robustă de date privind sănătatea” spune că FHIR este în prezent cea mai bună abordare API candidată și că astfel de API-uri ar trebui să facă parte din etapa 3 a criteriilor de „utilizare semnificativă” ale politicilor pentru Tehnologia informațională privind sănătatea din SUA pentru economie și sănătate clinică. În decembrie 2014, mai mulți actori interesați din SUA s-au angajat în Proiectul Argonaut, care a finanțat activități de accelerare și susținere politică pentru a publica ghiduri și profiluri de implementare FHIR pentru interoperabilitatea interogării/răspuns și regăsirea documentelor până în mai 2015. Motivația a fost de a face posibil ca sistemele de înregistrări medicale să migreze din practica actuală de a schimba documente complexe de arhitectură a documentelor clinice (CDA) înspre schimbarea de seturi de obiecte FHIR JSON mai simple, mai modulare și mai interoperabile. Scopul inițial a fost de a specifica două profiluri FHIR care sunt relevante pentru cerințele de utilizare semnificativă, împreună cu un ghid de implementare pentru utilizarea OAuth 2.0 pentru autentificare.
Un acord de colaborare cu Healthcare Services Platform Consortium (acum numit Logica) a fost anunțat în 2017. Experiențele dobândite prin dezvoltarea de aplicații medicale folosind FHIR în scopul conectării la sistemele existente de evidență electronică a sănătății au clarificat unele dintre beneficiile și provocările noilor abordări și de a determina clinicienii să le folosească.
În 2020, Centrele pentru Servicii Medicare și Medicaid (CMS) din SUA și-au emis regula finală privind interoperabilitatea și accesul la pacienți, (CMS-9115-F), pe baza Legii Tratamentelor Secolului 21. Regula impune utilizarea FHIR de către o varietate de plătitori reglementați de CMS, inclusiv organizațiile Medicare Advantage, programele Medicaid de stat și planurile de sănătate calificate în Piața facilitată federal până în 2021. Mai exact, regula necesită API-uri FHIR pentru accesul pacienților, lista furnizorilor și schimbul de la plătitor la plătitor.
Regulile propuse din CMS, cum ar fi regula propusă de autorizare prealabilă (CMS-9123-P), rafinează în continuare adoptarea FHIR pentru schimbul plătitor la plătitor. Regulile CMS și Oficiul Coordonatorului Național pentru Sănătate IT (ONC) Legea tratamentelor finală (HHS-ONC-0955-AA01) lucrează împreună pentru a stimula adoptarea FHIR în cadrul autorităților lor de reglementare respective.
În plus, alte agenții folosesc autoritatea existentă de elaborare a regulilor, care nu este derivată din Legea tratamentelor, pentru a armoniza modul de reglementare și pentru a facilita adoptarea FHIR. De exemplu, Biroul pentru Drepturi Civile (OCR) al Departamentului de Sănătate și Servicii al SUA (HHS) a propus să actualizeze regula de confidențialitate HIPAA (HHS-OCR-0945-AA00) cu un drept extins de acces pentru sănătatea personală pentru aplicații și dezvăluiri între furnizori pentru coordonarea îngrijirii. Spre deosebire de regulile finale CMS și ONC, regula propusă de confidențialitate OCR HIPAA nu este specifică FHIR; cu toate acestea, accentul OCR pe API-urile bazate pe standarde avantajează în mod clar adoptarea FHIR.

### Brazilia
În 2020, Ministerul Sănătății din Brazilia, cu susținerea Departamentul IT al Sistemului Unic de Sănătate (Sistema Único de Saúde SUS), a lansat una dintre cele mai mari platforme din lume pentru interoperabilitatea națională a sănătății, numită Rețeaua Națională de Date de Sănătate, care utilizează HL7 FHIR r4 ca standard în toate schimburile de informații.

### Israel
În 2020, Ministerul Sănătății din Israel a început să lucreze în vederea promovării accesibilității informațiilor pentru pacienți și îngrijitori prin adoptarea standardului FHIR în organizațiile de sănătate din Israel. Primul act a fost crearea echipei de lucru IL-CORE pentru a adapta componentele necesare pentru localizare și reglementare în sistemul de sănătate din Israel. Ministerul, în cooperare cu Organizația Nonprofit 8400, a creat comunitatea FHIR IL, al cărei scop este de a încuraja adoptarea standardului în sistemul de sănătate israelian, cooperând în același timp cu organizațiile de asistență medicală și industria. În cadrul unei activități comune a Ministerului cu 8400, au fost lansate o serie de proiecte pentru implementarea FHIR în organizațiile de management al sănătății (HMO) și spitale, alături de alte proiecte care sunt promovate independent de organizațiile din domeniul sănătății. În plus, Ministerul Sănătății a alocat bugete HMO și altor organizații în scopul stabilirii infrastructurii organizaționale FHIR. În cadrul Conferinței Eli Hurvitz pe economie și societate din 2020, condusă de Institutul pentru Democrație din Israel, s-a estimat că costul implementării modulelor centrale FHIR în sistemul de sănătate israelian este de aproximativ 400 de milioane ILS pe 5 ani.